# Eriocaulon batholithicola
Eriocaulon batholithicola är en gräsväxtart som beskrevs av Pieter van Royen. Eriocaulon batholithicola ingår i släktet Eriocaulon och familjen Eriocaulaceae.
Artens utbredningsområde är Papua Nya Guinea. Inga underarter finns listade i Catalogue of Life.